# هادلز کریک، ویکتوریا
هادلز کریک (به انگلیسی: Hoddles Creek) یک منطقهٔ مسکونی در استرالیا است که در ویکتوریا (استرالیا) واقع شده‌است.